# بول كاليجوري
بول كاليجوري (بالإنجليزية: Paul Caligiuri)‏ (مواليد 9 مارس 1964) هو لاعب كرة قدم. يلعب مع منتخب الولايات المتحدة الأمريكية لكرة القدم. سبق له أن لعب في كأس العالم لكرة القدم مع منتخب بلاده.

## روابط خارجية
- بول كاليجوري على موقع الاتحاد الدولي (مؤرشف)  (الإنجليزية)
- بول كاليجوري على موقع الدوري الأمريكي (الإنجليزية)
- بول كاليجوري على موقع قاعدة بيانات كرة القدم.إي يو (الإنجليزية)
- بول كاليجوري على موقع بيانات كرة القدم. دي إي (الألمانية)
- بول كاليجوري على موقع ناشيونال فوتبول تيمز (الإنجليزية)
- بول كاليجوري على موقع Soccerway.com (الإنجليزية)
- بول كاليجوري على موقع عالم كرة القدم.نت (الإنجليزية)
- بول كاليجوري على موقع أوليمبيديا (الإنجليزية)